# Gangur, Hungund
Gangur là một làng thuộc tehsil Hungund, huyện Bagalkot, bang Karnataka, Ấn Độ.